# Герт Балс
Герріт «Герт» Балс (нід. Gerrit «Gert» Bals; 18 жовтня 1936, Утрехт — 20 травня 2016) — нідерландський футболіст, що грав на позиції воротаря, зокрема за ПСВ та «Аякс».
П'ятиразовий чемпіон Нідерландів. Дворазовий володар Кубка Нідерландів. 

## Ігрова кар'єра
Починав виступати на футбольному полі у середині 1950-х за регіональні команди. На найвищому національному рівні дебютував 1961 року виступами за ПСВ, в якому провів чотири сезони, взявши участь у 124 матчах чемпіонату. Більшість часу, проведеного у складі ПСВ, був основним голкіпером команди. 1963 року  виборов титул чемпіона Нідерландів.
1965 року перебрався до лав амстердамського «Аякса». Відразу став його основним голкіпером, а згодом і капітаном. Відіграв за команду з Амстердама наступні п'ять сезонів своєї ігрової кар'єри, додавши за цей час до переліку своїх трофеїв ще чотири титули чемпіона Нідерландів і два національних кубка.
Завершував ігрову кар'єру у «Вітессі», за який виступав протягом 1970—1973 років.
Помер 20 травня 2016 року на 80-му році життя.

## Титули і досягнення
- Чемпіон Нідерландів (5):

ПСВ: 1962-1963
«Аякс»: 1965-1966, 1966-1967, 1967-1968, 1969-1970
- Володар Кубка Нідерландів (2):

«Аякс»: 1966-1967, 1969-1970